# كابيلا (لاعب كرة قدم)
كابيلا (بالبرتغالية: Capela) هو لاعب كرة قدم برتغالي في مركز الوسط، ولد في 28 يناير 1986 في Arouca, Portugal ‏ في البرتغال. لعب مع نادي أروكا ونادي ليتشويس.

## وصلات خارجية
- كابيلا (لاعب كرة قدم) على موقع قاعدة بيانات كرة القدم.إي يو (الإنجليزية)
- كابيلا (لاعب كرة قدم) على موقع Soccerway.com (الإنجليزية)
- كابيلا (لاعب كرة قدم) على موقع AS.com (الإسبانية)